# Antônio José Nogueira Santana
Antônio José Nogueira Santana, detto Tonico (Brasilia, 26 luglio 1972), è un ex cestista brasiliano.

## Carriera
Con il Brasile ha disputato i Campionati mondiali del 1994 e i Giochi olimpici di Atlanta 1996.